# Jeanne Demessieux
Jeanne Demessieux /ʒan dəmeˈsjø/ (Montpellier, 13 febbraio 1921 – Parigi, 11 novembre 1968) è stata un'organista, pianista, compositrice e insegnante francese.

## Biografia
Jeanne Demessieux, figlia di Étienne Prosper Demessieux e di Marie-Magdeleine Mézy, inizia a studiare pianoforte con la sorella Yolande. A 11 anni vinse il primo premio di pianoforte nella classe di Léonce Granier (con un Concerto pour piano di Charles-Marie Widor) e il primo premio di solfeggio nel Conservatorio di Montpellier. Dopo essersi trasferita a Parigi con la famiglia per proseguire gli studi, a 12 anni fu nominata organista nella nuova chiesa dello Spirito Santo. Entrò quindi al Conservatorio di Parigi nel 1933 e vinse primi premi nelle classi di Simon Riera e Magda Tagliaferro (pianoforte), Jean Gallon (armonia), Noël Gallon (contrappunto e fuga) e Henri Büsser (composizione). Nel 1936 divenne allieva di Marcel Dupré, che la prese sotto la sua protezione dopo che aveva vinto un primo premio in organo e in improvvisazione in conservatorio nel 1941; entrarono poi in conflitto e smisero di frequentarsi nel 1947.
Jeanne Demessieux divenne una concertista di grande virtuosità ed ebbe il suo debutto ufficiale all'organo nella salle Pleyel nel 1946 con una serie di 12 concerti (1946-1948) organizzati da Marcel Dupré. Diede più di 700 concerti in Francia, nel Regno Unito, in Belgio, nei Paesi Bassi, in Svizzera, in Germania e negli Stati Uniti (1953, 1955 e 1958). La Demessieux suonava sempre a memoria, con un repertorio attivo di più di 2500 composizioni, comprese le opere per organo complete di Johann Sebastian Bach, César Franck, le più importanti opere organistiche di Franz Liszt e Felix Mendelssohn e tutte le composizioni per organo di Dupré fino all'op. 41. Artista prolifica, ricevette il Grand Prix du Disque nel 1961 per la registrazione dell'integrale delle opere organistiche di César Franck (1959, una prima mondiale).
Insegnò organo e improvvisazione al conservatorio di Nancy dal 1950 al 1952 e al conservatorio reale di Liegi dal 1952 al 1968. Fra i suoi allievi ebbe Marie-Madeleine Chevalier, Pierre Labric e Louis Thiry. Infine, dal 1962 fino alla morte, fu titolare dell'organo della chiesa della Madeleine a Parigi.
Nel 1967, dopo vari anni di negoziazione, firma un contratto con la Decca Records per la registrazione dell'integrale organistica di Olivier Messiaen nella Cattedrale di Notre-Dame che però non potrà portare a termine per ragioni di salute. Secondo la sua biografa, Christiane Colleney, la Demessieux subì un trattamento medico e non diede concerti per la maggior parte dell'ultimo anno della sua vita.
Jeanne Demessieux morì a Parigi l'11 novembre 1968, a causa di un cancro alla gola. È sepolta nella tomba di famiglia nel cimitero di Aigues-Mortes.
Nel 2021 la Decca Records ha pubblicato un cofanetto di 8 CD con tutte le incisioni di Jeanne Demessieux per questo marchio fra il 1947 e il 1967, compresa la prima registrazione mondiale delle opere organistiche di César Franck del 1959.

## Composizioni

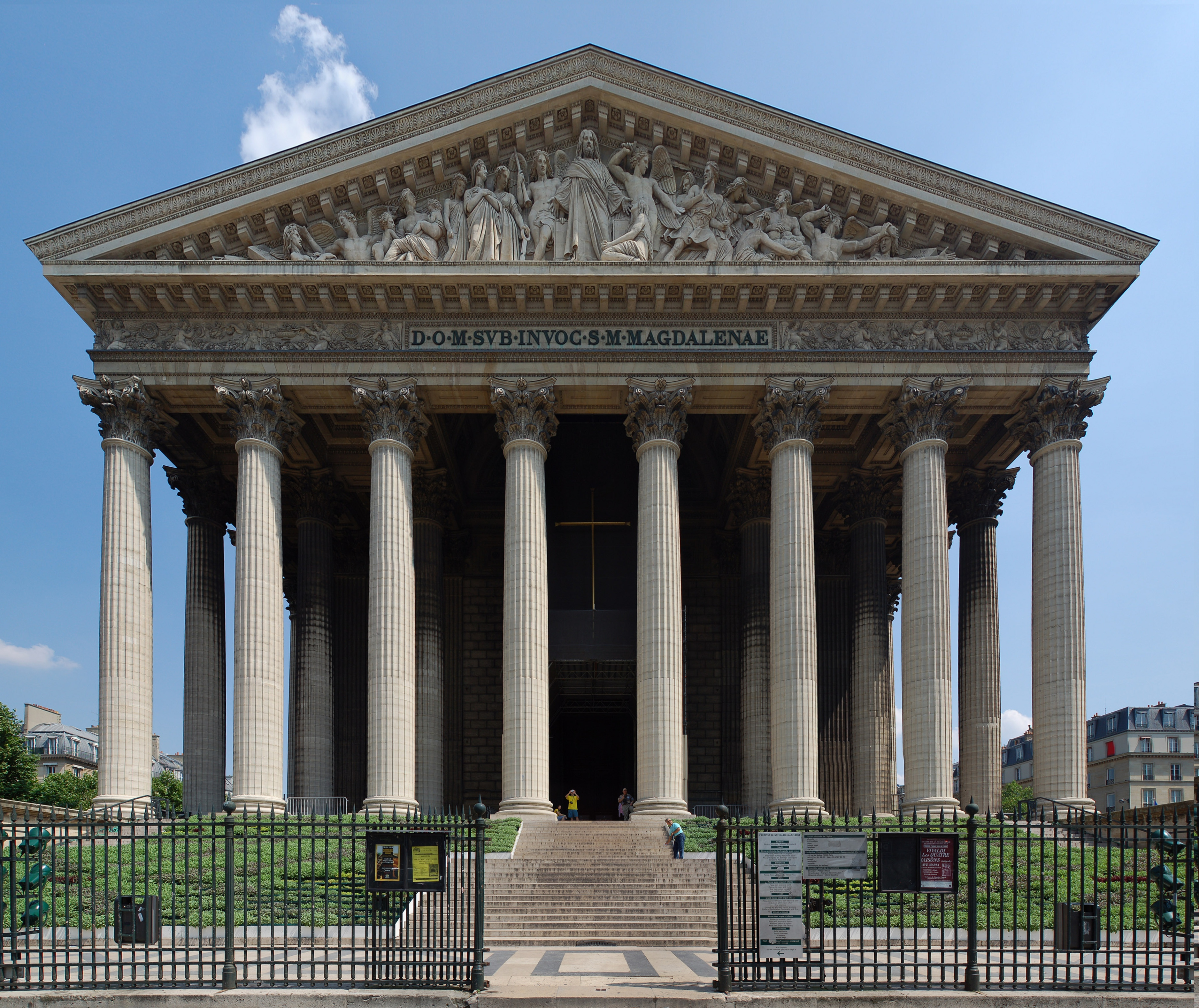
La Chiesa della Madeleine a Parigi, dove Jeanne Demessieux fu titolare dal 1962 al 1968.

### Organo solo
- Nativité op. 4 (scritto nel 1943/44. Delatour France, 2005)
- Six Études op. 5 (scritto nel 1944. Bornemann/Leduc, 1946)
  - Pointes
  - Tierces
  - Sixtes
  - Accords alternés
  - Notes répétées
  - Octaves
- Sept Méditations sur le Saint-Esprit op. 6 (scritto nel 1945-47. Durand, 1947)
  - Veni Sancte Spiritus
  - Les Eaux
  - Pentecôte
  - Dogme
  - Consolateur
  - Paix
  - Lumière
- Triptyque op. 7 (scritto nel 1947. Durand, 1949)
  - Prélude
  - Adagio
  - Fugue
- Douze Choral Préludes sur des thèmes grégoriens op. 8 (scritto nel 1947. McLaughlin & Reilly, 1950, poi Summy-Birchard, 1995)
  - Rorate Caeli - Choral orné
  - Adeste Fideles - Musette
  - Attende, Domine - Corale parafrasato
  - Stabat Mater - Cantabile
  - Vexilla Regis - Preludio
  - Hosanna Filio David - Corale fugato
  - O Filii - Variazioni
  - Veni Creator Spiritus - Toccata
  - Ubi Caritas - Ricercare
  - In Manus Tuas - Litania
  - Tu es Petrus[9] - Marcia
  - Domine Jesu[10] - Berceuse
- Andante (Chant donné) (scritto nel 1953. In 64 Leçons d'Harmonie, offertes en hommage à Jean Gallon, pubblicato da Claude Delvincourt. Durand, 1953.)
- Te Deum op. 11 (scritto nel 1957/58. Durand, 1959)
- Répons pour le Temps de Pâques (scritto nel 1962/63. Durand, 1970)
- Répons pour les Temps Liturgiques (scritto nel 1962-66. Delatour France, 2006)
  - Répons pour le temps du Très-Saint-Rosaire: Ave Maria
  - Répons pour le temps d'Advent: Consolamini
  - Répons pour le temps du Saint-Sacrement: Lauda Sion (prima versione, scritto nel 1963)
  - Répons pour le temps du Saint-Sacrement: Lauda Sion (seconda versione, scritto nel 1966)
- Prélude et Fugue en Ut op. 13 (scritto nel 1964. Durand, 1965)

### Organo e orchestra
- Poème op. 9 (scritto nel 1949. Durand, 1952)

### Pianoforte solo
- 7 Pièces inédites (Delatour France, 2011)
  - Le chant des petits oiseaux
  - Berceuse et impromptu
  - Romance sans paroles
  - Allegro
  - Mazurka
  - Valse nº 1
  - Murmure des bois
- Berceuse (scritto nel 1926, inedito)
- Suite (scritta nel 1938, inedito)
  - Prélude
  - Scherzetto
  - Menuet
  - Toccata
- Étude Fa dièse majeur (scritto nel 1938, inedito)
- Trois Préludes (scritti nel 1939, inediti)
  - ré dièse mineur
  - si mineur
  - ré mineur

### Melodie (con pianoforte)
- Le Moulin (scritto nel 1937, inedito)
- Soudainement contre les Vitres (scritto nel 1940, inedito)
- Sonnet de Michel-Ange (scritto nel 1949, inedito)
- Action de grâce (senza data, inedito)
- Cavalier (senza data. inedito)
- Le Vase brisé (senza data, inedito)

### Musica da camera
- Sonate per violino e pianoforte (scritta nel 1940. Delatour France, 2013)
  - Allegro moderato
  - Adagio cantabile
  - Thème et variations
- Ballade op. 12 per corno e pianoforte (scritta nel 1962. Durand, 1962)
- Quatuor à cordes (senza data, inedito)

### Coro
- Cantate pour le Jeudi Saint per coro, solisti e organo; da un testo di Félix Raugel (scritto nel 1938, inedita)
- Barques Célestes per tre voci uguali (scritto nel 1938, inedito)
- Consolamini per cinque voci miste (scritto nel 1950, inedito)
- Chanson de Roland op. 10, oratorio per mezzosoprano, coro e orchestra (scritto nel 1951-56. Leduc)

### Opere varie
- due movimenti di sinfonia (scritti nel 1941, inediti)
- Georg Friedrich Händel: cadenze per i concerti per organo n. 1 e 2 (inedite)
- Franz Liszt: Funérailles, arrangiato per organo (Delatour France, 2010)

## Scritti
- Journal (1934–1946), L’Orgue: Bulletin des Amis de l’Orgue 287–288 (2009), p. 64–247.

## Discografia
- Jeanne Demessieux: Intégrale de l'œuvre pour orgue.
  - Te Deum op. 11, Répons pour le temps de Pâques, 12 Choral-Préludes op. 8, Triptyque op. 7, Prélude et Fugue en Ut op. 13, Sept Méditations sur le Saint-Esprit op. 6, Six Études op. 5. Pierre Labric: Hommage à Jeanne Demessieux.
    - Pierre Labric, organista. Registrato nel luglio e dicembre 1971 e nell'ottobre 1972 a St. Ouen, Rouen, e à St. Pierre, Angoulème (Six Études, Sept Méditations). Solstice, 2017. 2 CD.
- Jeanne Demessieux: Intégrale de l'œuvre pour orgue.
  - Nativité op. 4, Six Études op. 5, Sept Méditations sur le Saint-Esprit op. 6, Triptyque op. 7, 12 Choral-Préludes op. 8, Te Deum op. 11, Répons pour les Temps Liturgiques, Prélude et Fugue en Ut op. 13.
    - Maxime Patel, organista. Registrato nell'agosto 2006 all'organo Jann della Stiftsbasilika Waldsassen, Germania. Un film di Federico Savio. Hombourg-Haut, Fugatto, 2008. 1 DVD.
- Jeanne Demessieux: Intégrale de l'œuvre pour orgue.
  - Nativité op. 4, Six Études op. 5, Sept Méditations sur le Saint-Esprit op. 6, Triptyque op. 7, 12 Choral-Préludes op. 8, Te Deum op. 11, Répons pour les Temps Liturgiques, Prélude et Fugue en Ut op. 13, Andante (Chant donné), Poème op. 9 pour orgue et orchestre.
    - Stephen Tharp, organista. Registrato nel giugno 20041 a St. Martin, Dudelange (Lussemburgo; op. 4, 5, 8, 11, 13 e Andante) e nel maggio 2006 a St. Ouen, Rouen (op. 6 e 7, Répons pour les Temps Liturgiques). Jeanne Demessieux, organista/Orchestre Radio-Symphonique de Paris, direzione: Eugène Bigot (Poème op. 9). Registrato nel 1952 nella Salle Pleyel, Parigi. Aeolus Music, 2008, 2 SACD & 1 CD.
- Jeanne Demessieux: The Decca Legacy[11].
  - L'integrale delle incisioni della Demessieux per Decca Records fra il 1947 e il 1967.
    - Jeanne Demessieux, organista. Decca Records, 2021, 8 CD.
- César Franck: Intégrale de l'œuvre pour orgue.
  - Jeanne Demessieux, organista. Registrato nel 1959 all'organo Cavaillé-Coll della chiesa della Madeleine a Parigi. Festivo, senza data, FECD 155/156. 2 CD.
- Jeanne Demessieux aux grandes orgues de l'église de la Madeleine à Paris, Vol. I.
  - J. S. Bach: Sinfonia du cantate No. 29, Erbarm dich mein, o Herre Gott BWV 721, O Mensch, bewein dein Sünde groß BWV 622, Christ unser Herr zum Jordan kam BWV 684; W. A. Mozart: Fantasia en fa mineur KV 608; F. Liszt: Prélude et fugue sur le nom de BACH; Ch. M. Widor: Allegro de la Symphonie No. 6 en sol mineur.
    - Jeanne Demessieux, organista. Registrato nel luglio 1958 all'organo Cavaillé-Coll della chiesa della Madeleine a Parigi. Festivo, senza data, FECD 131, 1 CD.
- Jeanne Demessieux aux grandes orgues de l'église de la Madeleine à Paris, Vol. II.
  - J. S. Bach: Toccata et Fugue en fa majeur BWV 540, Fantasia en sol majeur BWV 572; W. A. Mozart: Adagio et Fugue en do mineur KV 546/426; E. Mignan: Toccata Médiévale; J. Berveiller: Mouvement; J. Demessieux: Te Deum op. 11.
    - Jeanne Demessieux, organista. Registrato nel luglio 1958 all'organo Cavaillé-Coll della chiesa della Madeleine a Parigi. Festivo, senza data, FECD 132, 1 CD.
- The Legendary Jeanne Demessieux, Vol. III.
  - O. Messiaen: Transports de joie (L'Ascension); J. S. Bach: Liebster Jesu, wir sind hier BWV 731; J. Berveiller: Mouvement; Ch. M. Widor: Toccata de la Symphonie No. 5 en fa mineur; W. A. Mozart: Fantasia en fa mineur KV 608; J. S. Bach: Toccata, Adagio et Fugue en do majeur BWV 564; F. Liszt: Ad nos, ad salutarem undam.
    - Jeanne Demessieux, organista. Registrato nel luglio 1961 a San Bavone, Haarlem (Mozart), nel luglio 1963 all'Oude Kerk di Amsterdam (Bach: BWV 564), nella Victoria Hall di Ginevra (1963; Liszt: Ad nos) e nella Cattedrale Metropolitana di Liverpool (1967; Messiaen; Bach: BWV 731; Berveiller et Widor). Festivo, senza data, FECD 141, 1 CD.
- The Legendary Jeanne Demessieux: The Hamburg Organs.
  - St. Sophienkirche: H. Purcell: Trumpet Tune; J. S. Bach: Praeludium et Fugue en la mineur BWV 543, Liebster Jesu, wir sind hier BWV 731. St. Michaelis: C. Franck: Prélude, Fugue et Variation op. 18, Cantabile (Trios Pièces). Christianskirche: J. Berveiller: Mouvement; J. Demessieux: Te Deum op. 11, Consolateur (Sept Méditation sur le Saint Esprit op. 6), Tierces (Six Études op. 5); O. Messiaen: Dieu parmi nous (La Nativité du Seigneur); J. Demessieux: Improvisation sur le choral "O großer Gott der Treu" de la cantate No. 46 de J. S. Bach.
    - Jeanne Demessieux, organista. Registrato nel maggio 1959 (St. Sophienkirche), nel novembre 1962 (St. Michaelis) e nel giugno 1958 (Christianskirche). Festivo, senza data. FECD 6961/862, 1 CD.